# Buellia pharcidia
Buellia pharcidia är en lavart som först beskrevs av Erik Acharius, och fick sitt nu gällande namn av Malme. Buellia pharcidia ingår i släktet Buellia och familjen Physciaceae.   Inga underarter finns listade i Catalogue of Life.